# Montivilliers
Montivilliers är en kommun i departementet Seine-Maritime i regionen Normandie i norra Frankrike. Kommunen ligger i kantonen Montivilliers som tillhör arrondissementet Le Havre. År 2022 hade Montivilliers 15 671 invånare.

## Befolkningsutveckling
Antalet invånare i kommunen Montivilliers
| Referens: INSEE |